# هگاده

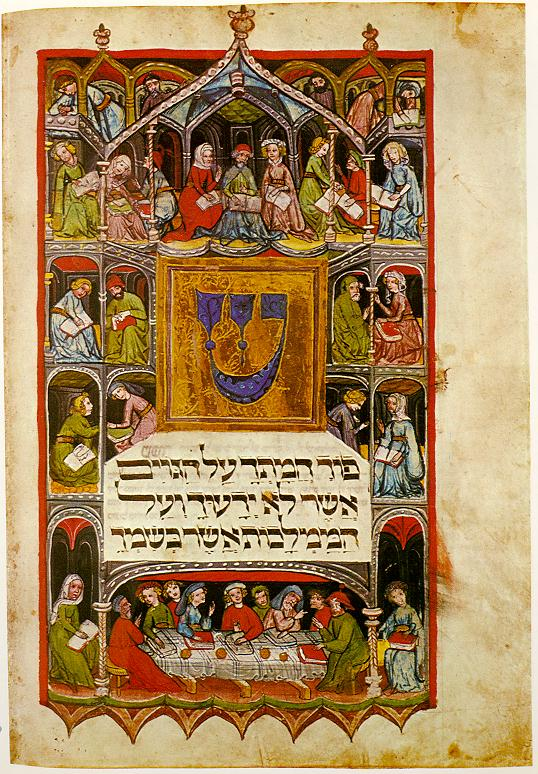
صفحه ای از هگاده نورانی دارمشتات، آلمان، c. 1420 میلادی

هگاده (عبری: הַגָּדָה‎، «گویش»؛ جمع: هگادوت) یک متن یهودی است که دستور سدر پسح را بیان می‌کند. طبق رویه یهودیان، خواندن هگاده بر سر سفره سدر، تحقق میتزواه برای هر یهودی است که باید داستان کتاب خروج به فرزندان خود بازگو کند که در آن خدا بنی اسرائیل از بردگی در مصر نجات داد.